# 赫尔默特转换
赫尔默特转换也称七参数转换是一种三维空间中的转换模型。常用在大地测量学中用于不同基准间无扭曲的转换,其基本形式为
{\displaystyle X_{T}=C+\mu RX\,}
其中
- XT 为要求得的转换值
- X 为起始的已知向量
- {\displaystyle C} — 三个坐标轴的平移参数（已知量）
- {\displaystyle \mu } — 转换的尺度变化参数
- {\displaystyle R} — 含有三个坐标轴旋转参数的旋转矩阵，为一正交矩阵。

## 示例
采用赫尔默特转换模型将 {\displaystyle O_{A}-X_{A}Y_{A}Z_{A}} 坐标系中的某点坐标 {\displaystyle (X_{A}Y_{A}Z_{A})} 转换为 {\displaystyle O_{B}-X_{B}Y_{B}Z_{B}} 中的坐标 {\displaystyle (X_{B}Y_{B}Z_{B})}，相应的坐标转换公式为
：{\displaystyle {\begin{bmatrix}X_{B}\\Y_{B}\\Z_{B}\end{bmatrix}}={\begin{bmatrix}c_{x}\\c_{y}\\c_{z}\end{bmatrix}}+(1+m)\cdot {\begin{bmatrix}1&r_{z}&-r_{y}\\-r_{z}&1&r_{x}\\r_{y}&-r_{x}&1\end{bmatrix}}\cdot {\begin{bmatrix}X_{A}\\Y_{A}\\Z_{A}\end{bmatrix}}}
式中{\displaystyle c_{x}}、{\displaystyle c_{y}}、{\displaystyle c_{z}}是3个平移参数，{\displaystyle r_{x}}、{\displaystyle r_{y}}、{\displaystyle r_{z}}是3个旋转参数，m 为尺度变化参数。